# P53

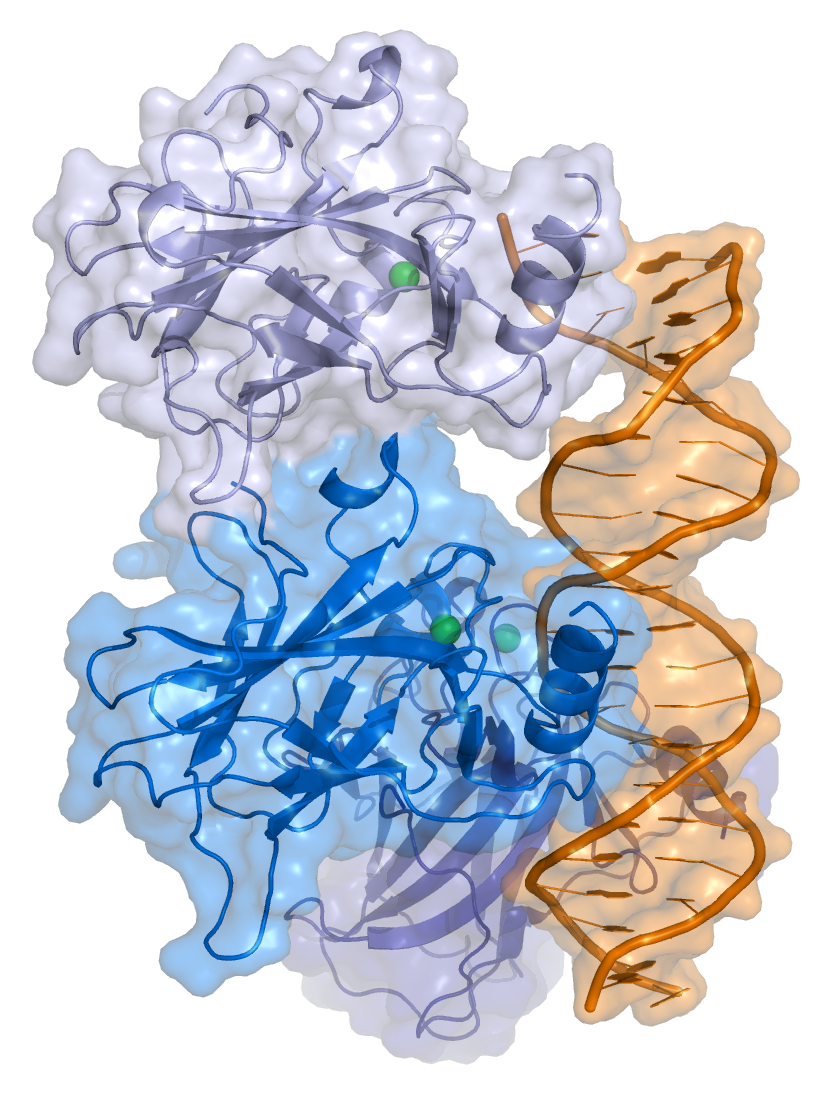
Structura proteinei p53

Proteina p53, p53 sau antigenul tumoral p53 este o proteină codificată de către genele homologe de la diverse specii, precum TP53 (om) și Trp53 (șoarece). Proteina este crucială pentru organismele multicelulare vertebrate, deoarece intervine în prevenția formării cancerelor, fiind un supresor tumoral. De aceea, proteina p53 este privită ca „gardianul genomului”, datorită rolului pe care îl are în conservarea stabilității genomului prin împiedicarea apariției mutațiilor genomice.